# コリントス運河

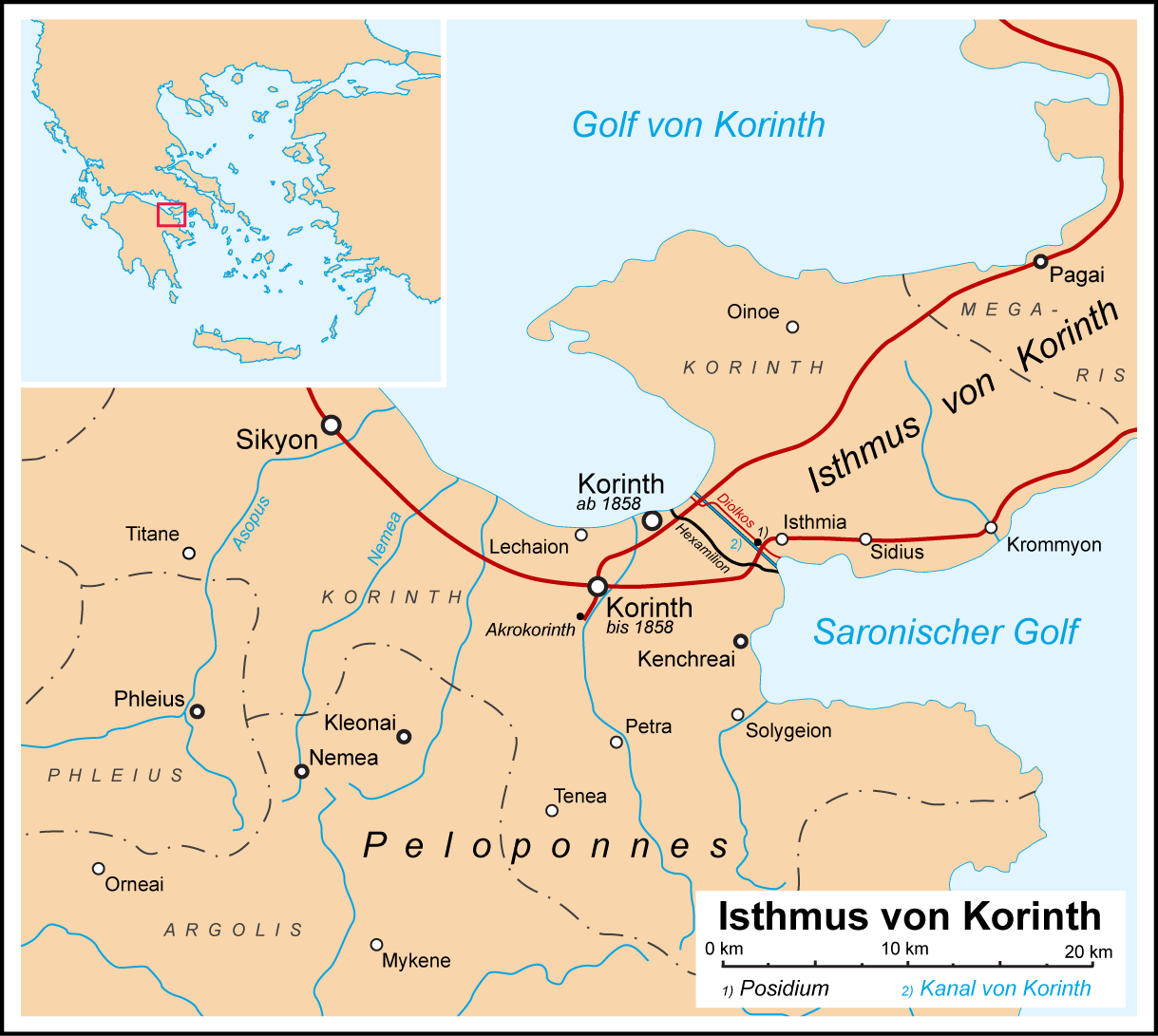
コリントス地峡周辺地図（ドイツ語）

コリントス運河（コリントスうんが、希: Διώρυγα της Κορίνθου ; 英: Corinth Canal）は、ギリシャのコリントス郊外にある運河。ペロポネソス半島の根元にあるコリントス地峡に開削されたもので、エーゲ海とコリンティアコス湾を結び、1893年に竣工、供用開始。全長6343m。
大きな特徴として、閘門がなく海と水位が一定であることと、両端部に架かる橋が世界中でこの二カ所しかない降開橋であることが挙げられる。

## 概要

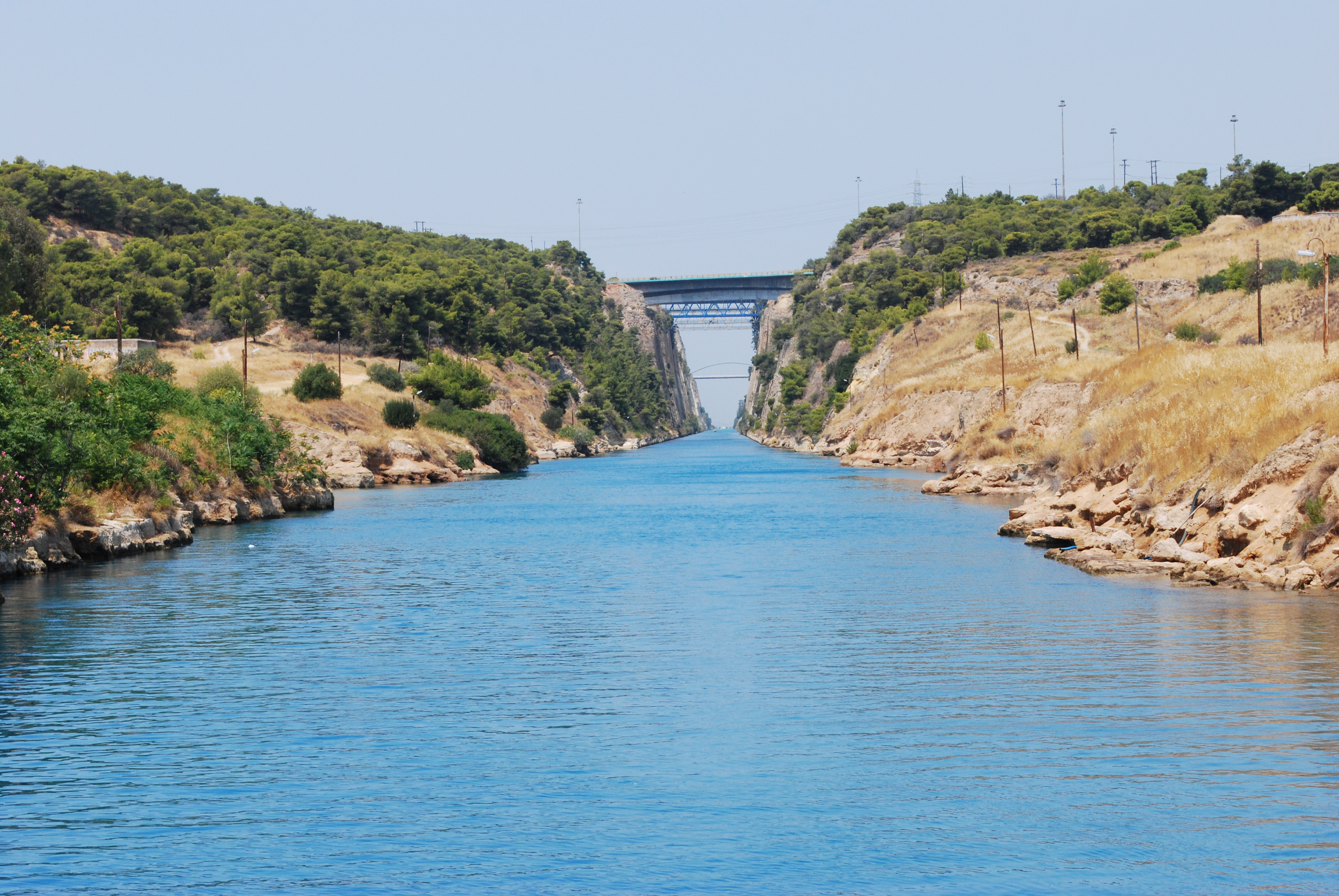
運河の水面からの眺め

コリントス運河に架かるイスミア橋（降開橋）

コリントス運河は、閘門を持たない水位が一定の運河で、コリントス地峡の丘を一直線に縦断して掘られている。運河の幅は水面部で24.6m、河底部で21m、深さは8m。
コリントス地峡の丘は、高いところでは標高約79mほどである。丘の区間では、両側に高く切り立った崖がせまる細い水路を船が通過する光景が見られる。運河の途中に鉄道橋と道路橋が架かっている。鉄道橋は長さ約33mほどの鉄橋で、標高60mのところに開口部が設けられ、桁下は52mとなっている。
また、運河の両端部（北西のポシドニア、南東のイスミア (Isthmia, Corinthia) ）にそれぞれ船が通過する時に運河の底に沈む降開橋があり、観光名所となっている。
この運河の開通で、従来のペロポネソス半島を西から反時計回りに大きく迂回するルートに比べて航路が400kmあまり短縮された。しかし、川幅が狭いため大型貨物船の通航はできない。大きな船はタグボートに曳航されて運河を通る。年間11,000隻、一日に換算すると約30隻の船がこの運河を往来するがそのほとんどは観光用の船である。

## 歴史

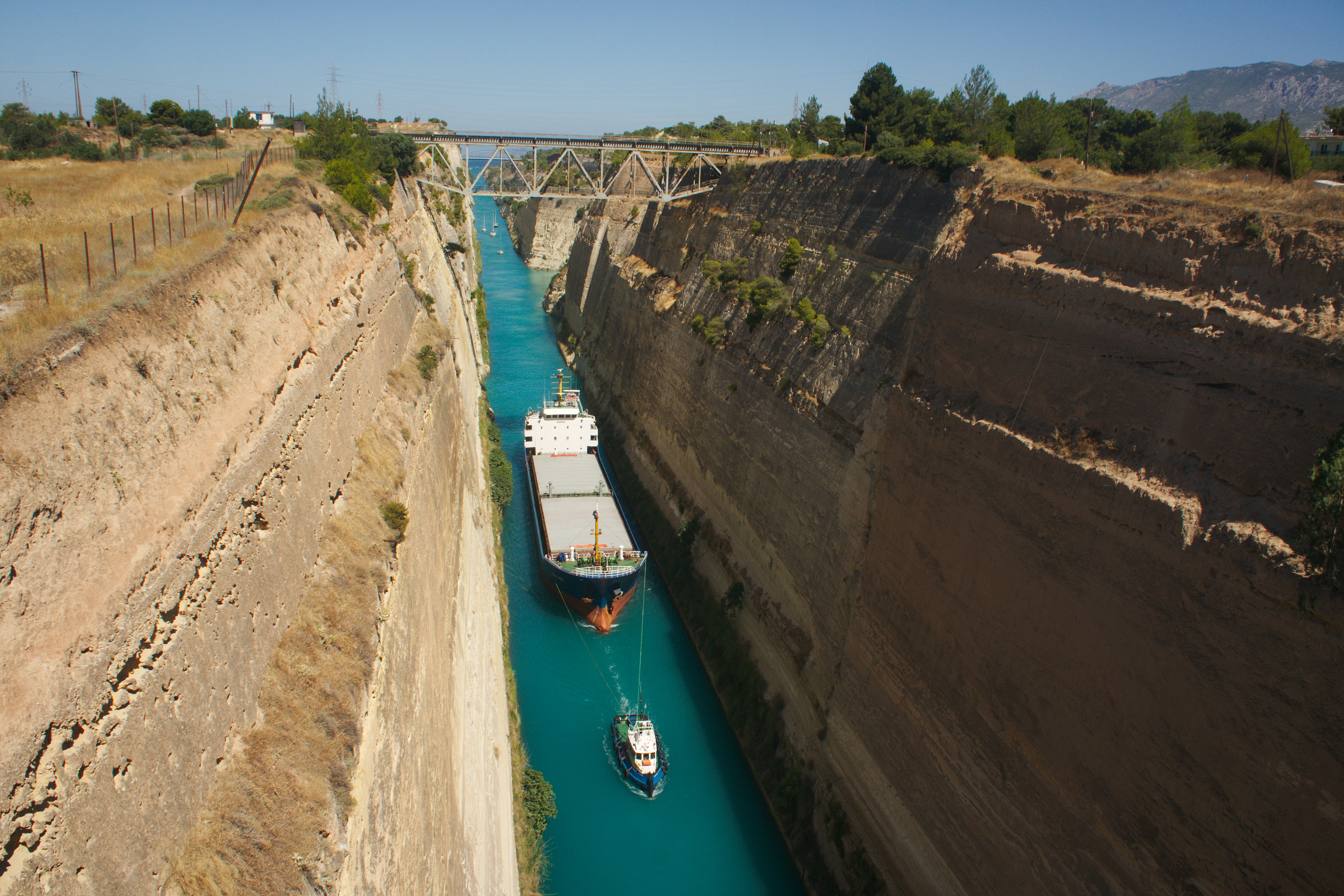
運河を通行中の船舶

コリントス地峡に運河を掘る考えはかなり古くからあり、古代ギリシア時代、紀元前7世紀末頃のコリントスの統治者ペリアンドロスもその1人だった。その後も幾度か運河開削の構想がおこっていた。紀元前3世紀ごろ、マケドニア王デメトリオス1世ポリオルケテスが建設を試み挫折している。古代ローマ時代にもカエサルやカリグラ帝も関心をもった。
ネロ帝の時代になると、実際に大規模な開削が試みられた。67年にネロ帝は6000人の奴隷を動員して運河の開削を行い、3.3kmあまりを掘ったが、途中、ローマでガルバらの反乱が起こりネロは自殺、彼の死後、帝位についたガルバ帝によって工事は中断された。ネロの時代に計画された運河は現在のコリントス運河があるルートと同じところにあり、古代ローマの土木建設技術の高さがうかがわれる。
時代が下って、1869年にエジプトでスエズ運河が開通すると、これに触発されてギリシアでもコリントス運河建設の機運が高まった。1869年に運河建設のための法律が整備されフランスと工事を契約した。その後、しばらく工事が行われないまま時間が過ぎたが、1881年にハンガリーの Stefan Tyrr らに事業が引き継がれ、1882年4月に本格的に工事がはじまった。途中、出資元のフランスの企業が倒産する災難も起こったが、ギリシアの会社に引き継がれて工事は継続され、1893年に完成にこぎつけ、同年7月25日に開通式が行われた。
コリントス地峡の岩盤はもろいため岩盤が崩落することもあり、大規模な崩落の復旧のため運河が長い間閉鎖されることもあった。また、第二次世界大戦中の1944年には、ドイツ軍が運河を利用するのを阻止するため、ギリシャ側が意図的に運河を破壊した。この復旧には5年かかった。